# Полярний розклад матриці
Квадратна матриця {\displaystyle A\!} з комплексними елементами може бути представлена як добуток унітарної матриці та невід'ємної ермітової матриці:
{\displaystyle \ A=PU=UP_{1},}
де
{\displaystyle \ P,P_{1}} — невід'ємноозначені матриці,
{\displaystyle \ U} — унітарна матриця.
Матриця {\displaystyle \ A} буде нормальною тоді і тільки тоді, коли {\displaystyle \ P,U} будуть переставними (що рівнозначно до {\displaystyle \ P=P_{1}}).
Для доведення використаємо сингулярний розклад матриці:
{\displaystyle \ A=W\Sigma V^{*}}

## Знаходження модуля
Оскільки:
{\displaystyle \ AA^{*}=PUU^{*}P=P^{2}}
{\displaystyle \ A^{*}A=P_{1}UU^{*}P_{1}=P_{1}^{2}}
матриці {\displaystyle P,P_{1}\!} однозначно визначаються як:
{\displaystyle \ P={\sqrt {AA^{*}}}=W\Sigma W^{*}}
{\displaystyle \ P_{1}={\sqrt {A^{*}A}}=V\Sigma V^{*}}
Якщо матриця {\displaystyle \ A} — нормальна, то {\displaystyle \ A^{*}A=AA^{*}}  за визначенням.

## Знаходження повороту
Використавши {\displaystyle \ U=P^{-1}A} отримаємо {\displaystyle \ U=WV^{*}.}
Використавши {\displaystyle \ U=AP_{1}^{-1}} знову ж отримаємо {\displaystyle \ U=WV^{*}.}

## Полярний розклад нормальної матриці
Якщо матриця {\displaystyle \ A} — нормальна, тоді матриці {\displaystyle \ P,U,\Sigma } — є переставними та нормальними, отже одночасно діагоналізуємими:
{\displaystyle \exists \;Q,\Sigma ,\Phi :\quad Q\Sigma Q^{*}=P,\quad Q\Phi Q^{*}=U,}
де
{\displaystyle \ Q} — унітарна матриця,
{\displaystyle \ \Sigma } — невід'ємноозначена діагональна матриця,
{\displaystyle \ \Phi } — унітарна діагональна матриця.
Тоді
{\displaystyle A=\ (Q\Sigma Q^{*})(Q\Phi Q^{*})=Q(\Sigma \Phi )Q^{*}} — власний розклад матриці.